# Bayram Paša
Bayram Paša (? – 26. srpna 1638) byl osmanský velkovezír v letech 1637–38 a guvernér Egypta v letech 1626–28.

## Život
Bayram, jehož rodina pocházela z města Ladik v Amasyi, byl členem janičárských jednotek. I když bývali janičáři obvykle součástí systému devširme (pocházeli z balkánkých křesťanských rodinu), počínaje vládou Murada III. (1574–1595) se mohli do vojsk přidat i samotní Turci. V roce 1622 byl jeho titul turnacıbaşı (velitel cvičenců) a v roce 1623 získal titul kethüda (komorník). V roce 1625 byl vyslán do Egypta (tehdy se jednalo o osmanské území) jako beylerbey (generál). V roce 1628 byl povýšen na vezíra. V roce 1635 získal titul kaymakam (titul dnes přirovnatelný ke starostovi) v Istanbulu. V roce 1637 se za vlády Murada IV. stal velkovezírem, druhým nejmocnějším mužem po sultánovi. Bayram Paša se účastnil výpravy do Bagdádu. Zemřel přirozenou smrtí nedaleko města Urfa.

## Zeť
Bayram byl také damat (zeť sultána). Podle osmanské tradice se sestry a dcery sultána provdávaly za vezíry. Bayram byl ale výjimkou, jelikož se se Hanzade Sultan (sestra Ahmeda I.) oženil již v roce 1623, kdy byl ještě obyčejným vojákem. Bayrama si sultánka vybrala údajně pro jeho líbivý vzhled.

## Guvernér a vezír
Bayram Paša byl jak v Egyptě tak v Anatolii oblíbený díky příspěvkům na výstavbu veřejných budov. Nechal opravit zdi Istanbulu a opravil také mešity a külliye (posvátné budovy v blízkosti mešit). Dnes se po něm jmenuje i čtvrť Bayrampaşa. Nechal také zřídit zavlažování a caravanserai v Amasyi. Bayram byl také známý jako zakladatel mnoha hostinců v anatolských městech.
Jako velkovezír nechal popravit na příkaz sultána dva prince. Stál také za popravou známého básníka Nef'iho, který psal satirické básně. Nef'i již dříve slíbil, že už žádnou další satiru nenapíše, ale když tento slib porušil, byl na příkaz Bayrama popraven.